# Bisdom Zacatecoluca
Het bisdom Zacatecoluca (Latijn: Dioecesis Zacatecolucana) is een rooms-katholiek bisdom met als zetel Zacatecoluca, in El Salvador. Het bisdom is suffragaan aan het aartsbisdom San Salvador. 

## Geschiedenis
Het bisdom werd opgericht op 5 mei 1987, uit delen van het bisdom San Vicente. 

## Parochies
Het bisdom had in 2022 een oppervlakte van 1.536 km2 en telde 332.569 inwoners waarvan 65,8% rooms-katholiek was.

## Bisschoppen
- Romeo Tovar Astorga (5 mei 1987 - 17 december 1996)
- Elías Samuel Bolaños Avelar (27 februari 1998 - heden)